# Oleg Korniejew
Oleg Anatoljewicz Korniejew, ros. Олег Анатольевич Корнеев (ur. 25 lipca 1969) – rosyjski szachista, reprezentant Hiszpanii od 2012, arcymistrz od 1995 roku.

## Kariera szachowa
Jest uznawany, obok Władimira Jepiszyna, za jednego z największych na świecie specjalistów od gry w turniejach otwartych, corocznie startując w kilkudziesięciu tego typu zawodach, w wielu z nich odnosząc zwycięstwa. Pierwsze sukcesy zaczął odnosić na początku lat 90. XX wieku. W 1992 podzielił II miejsce (za Vlastimilem Jansą) w turnieju w Hamburgu. W 1993 podzielił I lokatę w Werfen oraz ponownie w Hamburgu (wraz z Igorem Glekiem, Thomasem Lutherem i Lubomirem Ftaćnikiem). W kolejnych latach zwyciężył bądź podzielił  I miejsce m.in. w Foment (1994), Mińsku (1995, wraz z m.in. Jurijem Szulmanem), Paryżu (1995, memoriał François Philidora), Moskwie (1996, memoriał Aleksandra Alechina, wraz z m.in. Wołodymyrem Małaniukiem), Sankt Petersburgu (1996, wraz z Siergiejem Rublewskim), Barcelonie (1996), Mondariz (1997, 1999, 2001), Elgoibarze (1997, 1999, 2000, 2001, 2002, 2005), Moskwie (1998, wraz z m.in. Konstantinem Sakajewem), Maladze (1998, 1999), Walencji (1998, 1999), A Coruñie (1999), La Bordecie (1999), Saragossa (1999), Vilagarcii (2000), Albacete (2000), Walencji (2001, wraz z Alfonso Romero Holmesem), Madrycie (2001), Reykjavíku (2002, wraz z Jaanem Ehlvestem), Cutro (2002, 2003 wraz z Robertem Zelčiciem), Cambados (2002), Padron (2002), Senden (2002, wraz z Konstantinem Landą), Benasque (2003 wraz z m.in. Pawłem Jaraczem, 2006), Salou (2003), Cappelle-la-Grande (2004, wraz z m.in. Jewgienijem Najerem), Solsonie (2004, wraz z m.in. Wołodymyrem Bakłanem), Le Touquet (2004), Barcelonie (2004, wraz Zhang Pengxiangiem i Tigerem Hillarpem Perssonem), Villa de Coria del Rio (2004, wraz z m.in. Iwanem Czeparinowem), La Rodzie (2005), Chalkidiki (2005, wraz z Normundesm Miezisem), Sitges (2005), Parle (2005), Alcoy (2005), Novej Goricy (2007, wraz z Ivanem Ivaniševiciem) i Sewilli (2007).
W 2012 r. zdobył w San Agustín brązowy medal indywidualnych mistrzostw Hiszpanii, natomiast w 2014 r. w Linares – brązowy medal indywidualnych mistrzostw państw iberoamerykańskich.
Reprezentant Hiszpanii w turniejach drużynowych, m.in.:  na olimpiadzie szachowej (w roku 2012) oraz  na drużynowych mistrzostwach Europy (w roku 2013).
Najwyższy ranking w dotychczasowej karierze osiągnął 1 kwietnia 2006 r., z wynikiem 2671 punktów zajmował wówczas 34. miejsce na liście światowej FIDE.